# نووه برانیتسه
نووه برانیتسه (به چکی: Nové Bránice) یک منطقهٔ مسکونی در جمهوری چک است که در ناحیه برنو-تسوونتری واقع شده‌است. نووه برانیتسه ۶٫۲۱ کیلومتر مربع مساحت و ۷۲۶ نفر جمعیت دارد و ۱۹۸ متر بالاتر از سطح دریا واقع شده‌است.